# Matice opavská
Matice opavská byla česká národní jednota, působící v letech 1877 až 1948 v opavském Slezsku. Jejím současným nástupcem je Matice slezská.
Matice opavská vznikla jako jedna z úzce územně působících školských matic pro západní část Rakouského Slezska. Po jejím vzniku ji podpořili mnozí představitelé české kultury, vědy i politiky jako byli např. Jan Neruda, Mikoláš Aleš, Ladislav Josef Čelakovský, Jan Palacký, Čeněk Zíbrt, František Ladislav Rieger, Eduard Grégr, Tomáš Garrigue Masaryk a Josef Kaizl. Po vzniku Československa se stala silnou českou národní organizací v západní části Českého Slezska, snažící se o prosazení specifické svébytnosti Českého Slezska a Opavy jako jejího střediska. V roce 1948 zanikla vplynutím do Slezského studijního ústavu v Opavě.
V roce 1968 došlo k obnovení její činnosti v podobě Matice slezské, která měla působit na celém území Českého Slezska (tedy i na území české části Těšínska, kde dříve působila Matice osvěty lidové). V roce 1972 však Matice slezská pod tlakem normalizovaného státního aparátu svou činnost ukončila. Znovu se Matice slezská ustavila v prosinci 1990.